# Vishnuismus

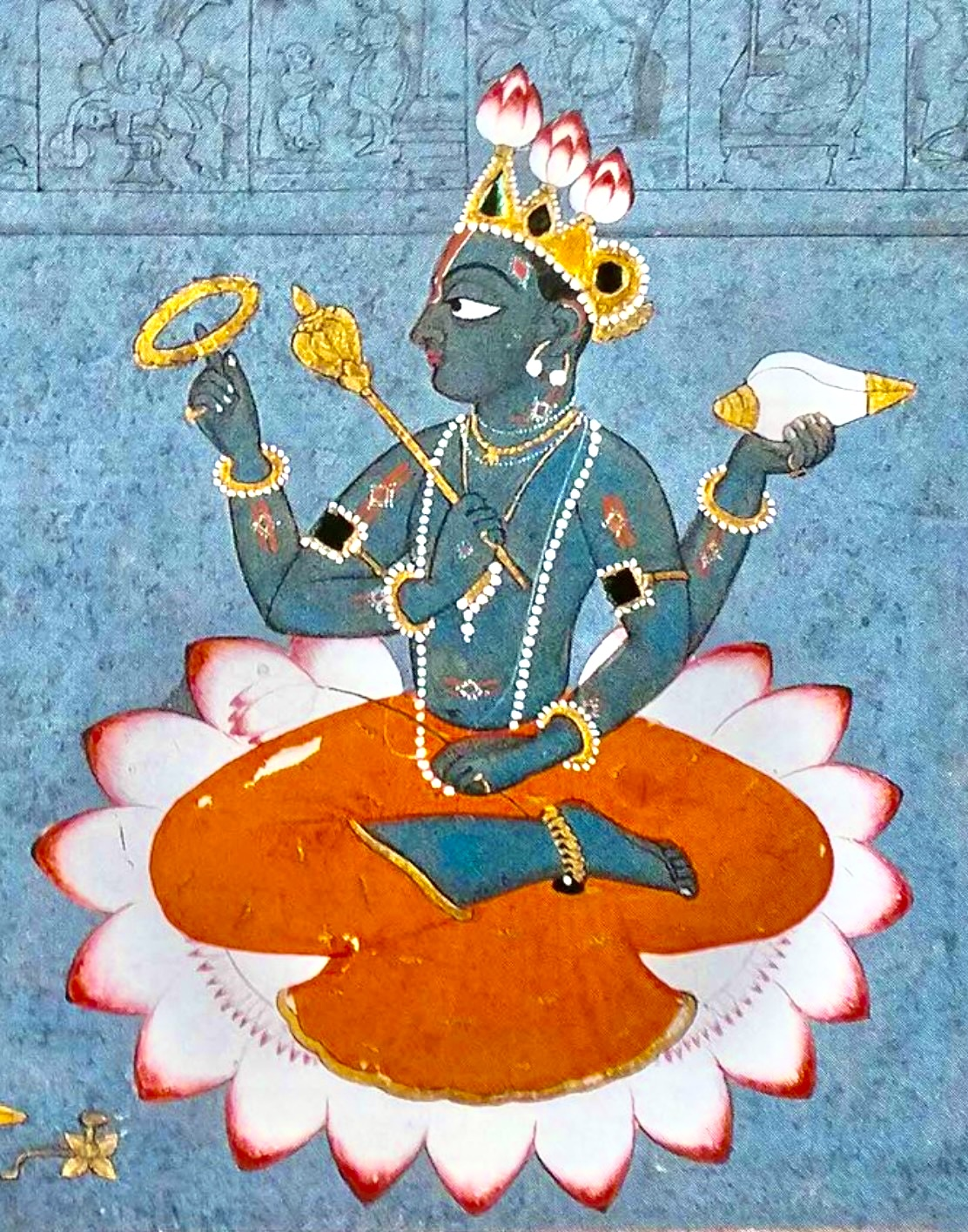
Vishnu (Miniatur von 1730)

Der Vishnuismus oder Vaishnavismus (von Sanskrit वैष्णव Vaiṣṇava [ˈʋaiʂɳʌʋʌ] „zu Vishnu gehörig“) ist eine Richtung des Hinduismus, die Vishnu als höchstes Allwesen annimmt. Ihm sind hier alle anderen Götter untergeordnet oder gehen aus ihm hervor. Der Vishnuismus ist neben Shivaismus und Shaktismus eine der drei wichtigsten Richtungen des Hinduismus. Nach einer Schätzung von Johnson und Grim aus dem Jahr 2010 ist der Vishnuismus auch die größte hinduistische Richtung, die etwa 641 Millionen oder 67,6 % der Hindus ausmacht.
Der Vishnuismus enthält mehrere religiöse Strömungen unterschiedlichen Ursprungs. Die drei Hauptströmungen beziehen sich auf Vishnu, Vasudeva Krishna und Rama, den heldenhaften Prinzen im Epos Ramayana. Dem Selbstverständnis nach sind einige vishnuitische Strömungen monotheistisch, da sie Vishnu, den „Einen ohne einen Zweiten“, verehren, beziehungsweise seine Inkarnationen, die Avataras. Andere Gottheiten wie etwa Shiva und Brahma werden als Vishnu untergeordnet und als seine Diener verstanden. Außer Shiva gelten diese Devas als Halbgötter oder als gewöhnliche Seelen. Nach vishnuitischen Lehren kann Vishnu sich in unzählige spirituelle Gestalten vervielfältigen, die alle mit ihm identisch sind. Dies gilt als Ausdruck seiner unbegrenzten Macht, und nicht als die Manifestation unterschiedlicher in Konkurrenz stehender Gottheiten. Um diese Haltung vom traditionellen Monotheismus abrahamitischer Prägung abzugrenzen, bezeichnete sie der Indologe Friedrich Max Müller als Henotheismus. Die heutige religionswissenschaftliche Literatur dagegen betrachtet Vishnuismus häufig als Monotheismus.
Eng mit Vishnuismus verknüpft ist die Avatara-Lehre: Danach kehrt Vishnu in zahllosen Inkarnationen auf die Welt zurück, wenn der Dharma, Recht und Ordnung, schwinden. Am bekanntesten sind die „Zehn Avataras“ wovon der letzte, Kalki, erst im Kali-Yuga, dem Ende des jetzigen Zeitalters, erscheinen soll. Die anderen „Herabgestiegenen“ sind Matsya, der Fisch, Kurma, die Schildkröte, Varaha, der Eber, der Löwenmensch Narasimha, Vamana, der Zwerg, Parashurama, Rama, Krishna und Buddha, den manche Traditionen durch Balarama, den älteren Bruder von Krishna, ersetzen. Die Vorstellung einer Vielheit an Inkarnationen wird in der Bhagavad Gita angedeutet und im Bhagavatapurana ausführlich dargestellt.
Zu den wichtigsten Schriften des Vaishnavismus gehören die Veden, die Upanishaden, die Bhagavad Gita, die Pancharatra (Agama) Texte, Naalayira Divya Prabhandham und die Bhagavata Purana.

## Geschichte
Die genaue antike Entstehung des Vishnuismus ist unklar, da die Belege widersprüchlich und spärlich sind. Es wird jedoch vermutet, dass die Verehrung Vasudeva Krishnas wahrscheinlich schon Ende des 2. Jahrhunderts v. Chr. verbreitet war, was die Garuda-Säule von Heliodorus belegt. Vishnu selbst wurde bereits im Rigveda erwähnt und man nimmt an, dass sich im 9. bis 6. Jahrhundert v. Chr. eine monotheistische Theologie um ihn entwickelte. Rama und Krishna wurden als Inkarnationen Vishnus aufgefasst. Den Begriff Vaishnava (Vishnuiten) verwendete man ungefähr ab dem 4./5. Jahrhundert für diese Bewegungen, die Ursprünge liegen aber sehr viel weiter zurück.
Die komplexe Entstehungsgeschichte spiegelt sich auch in den beiden historischen Hauptkonfessionen des Vishnavismus wider. Die Bhagavats verehren Vāsudeva-Krishna und sind Anhänger des brahmanischen Vaishnavismus, während die Pacaratrins Narayana als ihren Gründer betrachten und Anhänger des tantrischen Vaishnavismus sind.
Mit dem Vishnuismus entwickelte sich eine dem Kshatriya-Ethos verpflichtete, königliche, herrschaftsorientierte Vishnu-Mythologie, die vor allem in Gestalt der Inkarnation Rama, im großen Epos der König von Ayodhya, sichtbar wird.
Neu am Vishnuismus war zu jener Zeit die Konzeption dieses Gottes als höchster und einzig wahrer wirklicher Gott, der die Welt und alle Wesen einschließlich der anderen Götter in sich trägt und hervorbringt. Neu war auch der Weg zur Erlösung: einerseits pflichtgemäßes und vor allem selbstloses Handeln in der Gesellschaft, Karma-Yoga, und andererseits Bhakti, die bedingungslose, liebende Hingabe an Vishnu. Bhakti, vor allem an die Inkarnationen Krishna oder Rama, wurde zu einem wichtigen Teil der religiösen Praxis. Bhakti kennzeichnet die neue Beziehung zwischen Mensch und Gottheit, welche das vedische Opfer ablöst und zugleich die intellektuelle Suche nach erlösendem Wissen, Jnana-Yoga, in eine starke emotionale Beziehung einbindet. Vor allem in der Bhagavad Gita wird Bhakti-Yoga als einer der Wege zur Erlösung geschildert. Neu war auch eine weitgehende Ablehnung der traditionellen Kastenordnung. Schon bei den im 8. Jahrhundert wirkenden Alvars, einflussreiche vishnuitische Poeten in Südindien, hatte sie keine Bedeutung; unter den zwölf anerkannten Heiligen gab es einige Shudras, Angehörige der untersten Kaste. Auch spätere Vertreter des Vishnuismus wie Ramananda (13. Jahrhundert), Kabir (15. Jahrhundert) und Chaitanya (15./16. Jahrhundert) machten bei ihren Anhängern keinen Unterschied nach Kastenzugehörigkeit, sie lehnten die Ungleichheit dezidiert ab. Wenn man auch nicht das System als solches angriff, so sah man doch alle Menschen gleich im Angesicht Gottes.

## Traditionelle Schulen
Vishnuismus besteht aus mehreren Richtungen, die voneinander abweichende Philosophien entwickelt haben. Diese werden durch verschiedene traditionelle Schulen, den Guru-Sampradayas mit zahlreichen Zweigen, die oft als eigenständige Sampradayas wahrgenommen werden, überliefert. Die meisten der heutigen Lehren leiten sich von einem dieser Philosophen ab. In allen ist Bhakti, die liebende Hingabe zu Vishnu-Narayana, den Avataras Krishna und Rama ein zentraler Punkt ihrer Verehrung und Lehre.

### Sri-Sampradaya und Ramanandi-Sampradaya
Der bekannteste Vertreter der nach der Göttin Sri Lakshmi benannten Sri-Sampradaya ist der Philosoph Ramanuja (1017–1137). Er lehrte vishisht-advaita, „qualifizierten Nicht-Dualismus“, wonach „der all-eine Gott Narayana nicht ein all-umfassendes, von sich aus aller Unterschiede bares Sein ist, sondern von Natur aus schon die Einzelseelen und das Unbelebte als Qualitäten besitzt“. Manche Lehrer dieses Zweiges nutzen die Metapher des „Tropfen im Ozeans“ um den qualifizierten Nicht-Dualismus zu erklären. So ist Gott Narayana der Ozean und die Einzelseelen die Tropfen. In Qualität sind sie gleich, in Quantität jedoch nicht. Somit ist die Seele ein Teil des Göttlichen und beinhaltet dessen Qualität, sie ist jedoch nicht Gott-gleich, wie zum Beispiel in der Advaita-Lehre, sondern ist als ergebener Diener Gottes zu sehen. Ramanuja vertritt das Konzept eines persönlichen höchsten Wesen, Narayana. Der verbindende Faktor zwischen dem höchsten Wesen und den individuellen Seelen sei göttliche Liebe.
Ein heute eigenständig auftretender Zweig ist die Ramanandi-Sampradaya. Sie geht auf Ramananda (13. Jahrhundert) zurück, der ein Schüler in der Linie Ramanujas war, aber später eigenständig wurde. Ramananda stellte Rama und Sita in das Zentrum der religiösen Verehrung. Ein großer Teil der vishnuitischen Sadhus sind heute Ramanandis. Die bekanntesten Anhänger waren Kabir (1440–1518), der eine eigene Schule begründete sowie der spätere Begründer des Sikhismus, Nanak. Die Ramanandi Sampradaya selbst hat zahlreiche Unterzweige.

### Brahma-Sampradaya und Gaudiya Sampradaya
Bekannteste Vertreter der nach dem Gott Brahma benannten Brahma-Sampradaya sind Madhva (wahrscheinlich 13. Jahrhundert), auch Anandatirtha genannt, sowie der hauptsächlich in Bengalen wirkende Mystiker Chaitanya (1486–1533), dessen Linie, die Gaudiya Sampradaya, eine Untergruppe der Brahma-Sampradaya ist. Madhva betonte besonders deutlich den Dualismus, dvaita, und unterschied streng zwischen Gott, der materiellen Welt (Prakriti) und den Seelen. Nicht das Einswerden mit dem Göttlichen sei das Ziel, wie es Anhänger der von ihm vehement bekämpften Advaita-Lehre sahen, sondern die Seligkeit in Vaikuntha, Vishnus „Himmel“, in der Gegenwart des Göttlichen.
Chaitanya dagegen betonte sowohl die Dualität als auch die gleichzeitige Einheit von Gott, Seelen und Welt. Seine Philosophie wird als acintya-bheda-abheda-tattva bezeichnet, die höchste Wahrheit, Gott, sei auf unvorstellbare Weise gleichzeitig eins (bheda) und doch verschieden (abheda) von allem. Die Lehre ist mit dem Zusatz acintya, also „unausdenkbar“, versehen, da sie rational nicht fassbar sei.
Während Vishnuiten im Sinne Madhvas nur einen sehr kleinen Teil ausmachen, sind die vielen Äste und Zweige, die von Chaitanyas Linie ausgingen, heutzutage kaum überschaubar. Herausragend ist Bhaktisiddhanta Saraswati Thakuras Gaudiya-Math, aus der die im Westen bekannte Hare-Krishna-Bewegung als ein Zweig hervorging.

### Rudra-Sampradaya
In der nach dem Gott Shiva (Rudra) benannten Rudra-Sampradaya ist der bekannteste Vertreter Vallabha (1479–1531). Er vertritt suddha advaita, „reinen Nicht-Dualismus“. Danach ist Krishna identisch mit der höchsten Weltenseele, dem Brahman, und schließt die Verschiedenheit der Welt in sich selber ein. In seinen Kommentaren ist es Vallabha ein besonderes Anliegen, seine Anhänger auf den „Weg der Gnade“, pushti-marga, zu führen.
Vallabhas Lehre soll von Vishnu Swami (ca. 13. Jahrhundert), einem älteren Meister, abstammen. Er hatte advaita, die reine Nichtdualität, gelehrt.

### Kumara-Sampradaya
Nach den vier Söhnen des Gottes Brahma, den Kumaras, wurde die Kumara-Sampradaya, auch Sanakadi-Sampradaya benannt. Wichtigster Vertreter dieser heute weniger populären Schule ist Nimbarka (wahrscheinlich 13. Jahrhundert). Er etablierte die Philosophie der dvaita-advaita, der gleichzeitigen Zweiheit und Nichtzweiheit: Gott sei gleichzeitig eins und unterschieden von der Welt. Nach dieser Schule wird Moksha, die Befreiung, durch wahre Erkenntnis erlangt, die man ihrerseits durch wahre Gottesverehrung gewinnen kann. Für Nimbarka ist Krishna im Gegensatz zu den anderen vishnuitischen Lehren nicht ein Avatar, sondern das eigentliche Wesen Gottes und er identifiziert wie Vallabha Krishna mit dem Brahman. Nimbarka war als besonderer Verehrer des göttlichen Paares Radha und Krishna bekannt.

### Reformierte Gruppen
Außer den genannten Haupt-Sampradayas gibt es noch etwa zwölf größere reformierte Gruppen, deren Mönche, die Sadhus, teilweise außergewöhnliche Praktiken ausüben, wie etwa jene der Sakhi Sampradaya, die in ihrer Verehrung eine weibliche Identität annehmen.
Anhänger des Mahanubhoa Pantha lehnen die typisch hinduistische Anbetung des Göttlichen im Bildnis völlig ab. Mönche der Harshachandi Pantha bleiben auch nach ihrer Initiation Straßenkehrer, aus deren Kaste sie überwiegend stammen.
Auf den Poeten und Mystiker Kabir geht die Kabira Pantha zurück. Kabir war zunächst Muslim, wandte sich aber schon früh davon ab. Er ließ in seine Philosophie auch Lehren islamischer Mystik, dem Sufismus, einfließen. Seine Lieder sind noch heute in ganz Indien Volksgut.
Die im achtzehnten Jahrhundert gegründete Schule des spirituellen Lehrers Swaminarayan ist vor allem im indischen Bundesstaat Gujarat verbreitet. Angehörige dieser Linie unterhalten besonders durch emigrierte Hindus weltweit Tempel und Zentren, so etwa den größten hinduistischen Tempel Europas in London-Neasden.

## Heilige
Außer den philosophischen Vertretern kennt der Vishnuismus noch eine weitere Reihe von bedeutenden Heiligen, deren Werke neben den vishnuitischen Schriften noch heute eine wichtige Basis der Vishnu-Verehrung sind. Dazu gehören in Süd-Indien vor allem die tamilischen Alvars, zwölf Dichter (7. bis 9. Jahrhundert), deren inbrünstige Hymnen maßgeblich am Verschwinden des damals in Indien verbreiteten Buddhismus mitgewirkt haben sollen. Im westlichen Indien war es vor allem der schon zu seinen Lebzeiten populäre Poet Tukaram (17. Jahrhundert), ein leidenschaftlicher Anhänger Krishnas, den er in Liedern und Gedichten verehrte. Er wurde von erbosten Brahmanen verklagt, da er als Angehöriger der untersten Kaste nicht die Weisheiten der Veden verbreiten dürfe. Für die hindisprachige Bevölkerung dagegen war Tulsidas (17. Jahrhundert) besonders wichtig, der Verfasser des Hindu-Ramayana. Auch die Lieder der Mystikerin Mirabai (1498 bis wahrscheinl. 1546), die sich schon in ihrer Kindheit als Gattin Krishnas fühlte, singen Hindus noch heute zu Ehren des Gottes.

## Die wichtigsten Texte des Vishnuismus
- Ramayana, auch in der Hindi-Nachdichtung von Tulsidas, dem Ramacharitmanas
- Mahabharata mit der Bhagavad Gita
- Bhagavatapurana und Vishnupurana
- Lieder der Alvars (7.–9. Jahrhundert)
- Agamas der Pancaratra-Schule
- Chaitanya Charitamrita und Chaitanya-Bhagavata (16. Jahrhundert)

Heute ist der Vishnuismus vielleicht die nach der Zahl der Gläubigen größte unter den indischen Religionen, dicht gefolgt vom Shivaismus. Er beherrscht den indischen Mittelstand und ist in Nordindien vor allem durch die Brahma-Sampradaya und in Südindien hauptsächlich durch die Shri-Sampradaya vertreten. Viele berühmte Menschen waren Anhänger Vishnus, so etwa Mahatma Gandhi, der zeit seines Lebens ein Rama-Mantra benutzte. Der erste bekannte westliche Vishnu-Verehrer war Heliodoros (2. Jahrhundert v. Chr.), ein griechischer Botschafter am Hof von König Kasiputra Bhagabhadra, der seine Verehrung auf einer Säule dokumentierte.